# Steam Machine

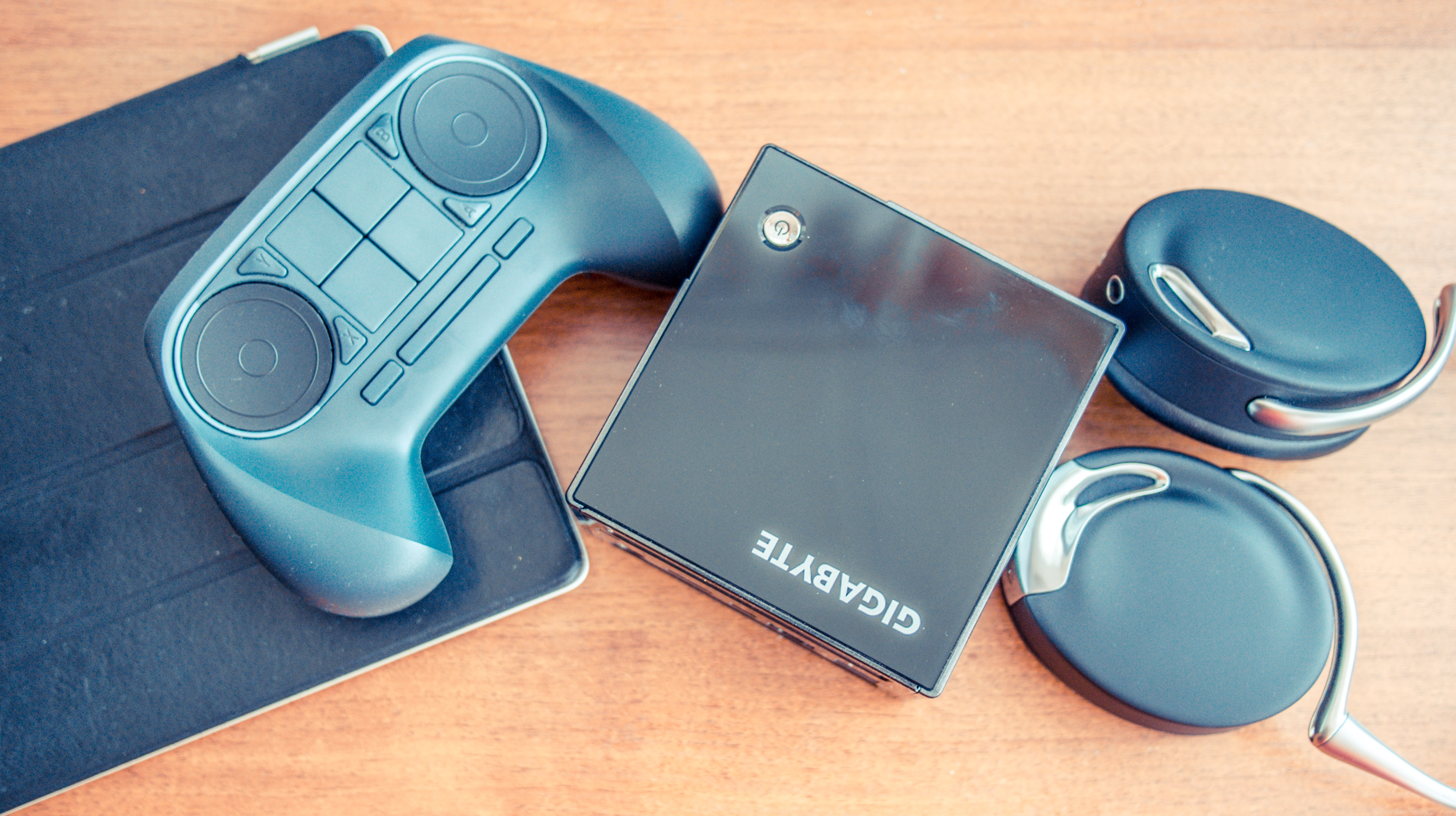
Steam Machine od výrobce Gigabyte s prototypem Steam Controlleru

Steam Machine je označení pro řadu herních počítačů, které vyvinula společnost Valve Corporation. Tyto systémy byly původně uvedeny na trh s cílem konkurovat tradičním herním konzolím, jako jsou PlayStation a Xbox. Počítače Steam Machine byly uvedeny na trh v roce 2015, ale nedosáhly výrazného komerčního úspěchu, především kvůli konkurenci a omezenému počtu herních titulů optimalizovaných pro SteamOS.

## Historie
Valve poprvé představila koncept Steam Machine v roce 2013 na veletrhu CES s cílem nabídnout herní platformu „do obývacího pokoje“, která by kombinovala výkon herního počítače s uživatelskou jednoduchostí konzolí. Steam Machines byly v roce 2014 představeny ve spolupráci s různými výrobci hardwaru, jako je Alienware, Zotac a Gigabyte. Tyto společnosti nabízely různé modely s odlišnými specifikacemi, což mělo uživatelům poskytnout volbu mezi výkonnými a cenově dostupnějšími variantami.
První modely Steam Machines byly uvedeny na trh v roce 2015. Kvůli konkurenčním konzolím a omezené podpoře her optimalizovaných pro SteamOS nedosáhly komerčního úspěchu a prodalo se méně než 500 000 kusů. V roce 2018 byly Steam Machines staženy z hlavní nabídky obchodu Steam.

## Hardware a software
Steam Machines běží na operačním systému SteamOS, což je varianta Linuxu upravená speciálně pro potřeby hraní her. Kromě toho byl součástí této platformy speciální ovladač Steam Controller, který měl hráčům nabídnout lepší zážitek při ovládání her z pohledu konzolových herních zařízení.
Díky partnerstvím s mnoha různými výrobci hardwaru nabízely Steam Machines široké spektrum hardwarových konfigurací:
- Procesory: Různé modely Steam Machines byly vybaveny různými variantami procesorů Intel Core i3, Intel Core i5 a Intel Core i7, případně AMD FX. Výkon procesoru ovlivňoval celkový herní výkon i cenu zařízení.
- Grafické karty: Většina modelů Steam Machines využívala grafické karty NVIDIA GeForce, včetně modelů jako GTX 960, GTX 970, nebo GTX 980, případně silnějších modelů jako GTX Titan. U vybraných modelů byly dostupné také grafické karty AMD Radeon nebo Intel Iris Pro. Výkonné grafické karty umožňovaly hraní moderních her ve vysokém rozlišení s plynulým vykreslováním.
- Operační paměť (RAM): Běžná konfigurace zahrnovala mezi 4 až 16 GB RAM, přičemž některé prémiové modely měly možnost rozšíření až na 32 GB. Dostatek operační paměti zajišťoval plynulý běh i u více náročných aplikací a her.
- Úložiště: Steam Machines nabízely různé typy úložišť, od tradičních pevných disků (HDD) o kapacitách 512 GB až po rychlé solid-state disky (SSD) s kapacitou až 16 TB. Rychlé SSD umožňovaly výrazně rychlejší načítání her a celkovou svižnější odezvu systému.
- Připojení a rozhraní: Steam Machines zahrnovaly HDMI výstup pro připojení k televizorům a podporu 4K rozlišení, USB porty (USB 2.0 i USB 3.0) pro připojení periferií, ethernet a Wi-Fi pro síťové připojení. Standardizovaná rozhraní umožňovala širokou kompatibilitu a snadné připojení k dalším zařízením.

## Vliv Steam Machines
Navzdory neúspěchu vytvořily Steam Machines základ pro rozvoj zařízení využívajících Steam a podporujících otevřený herní ekosystém. Tento projekt také přispěl k vývoji dalších produktů Valve, včetně populárního zařízení Steam Deck uvedeného v roce 2022, které rozšířilo původní koncept hraní her kdekoliv.